# 山名義数
山名 義数（やまな よしかず）は、南北朝時代から室町時代の武将、守護大名。
父は山名時氏。兄に師義、義理、氏冬、時義など多数。

## 生涯
山名時氏の八男として誕生。
元中6年/康応元年（1389年）、六兄・時義が没して子・時熙が後を継ぐようになると、時義が惣領となったことに不満を抱いていた四兄・氏清と甥・満幸の自認が頂点に達した。
将軍・義満は、氏清と満幸に時熙、氏之の討伐命令を下し、氏清は義満の命令に応じて時熙を攻めて追放、恩賞として時熙の領国但馬を手に入れた。その後、義満は時熙、氏之を赦免し、元中8年/明徳2年（1391年）12月に山名軍は京都に攻め入った（明徳の乱）。しかし、幕府軍の反攻により、氏清は討ち死、満幸は逃亡した。